# Mont Chimère
Pour les articles homonymes, voir Chimère.

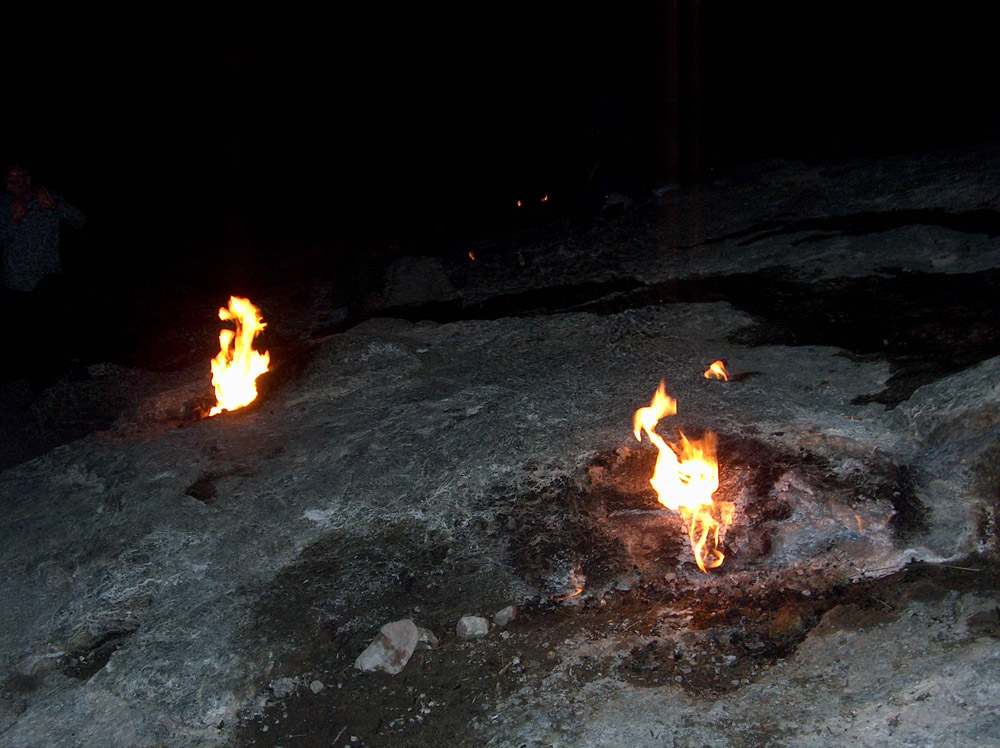
« Feux éternels », à Çıralı près du mont Chimère, en Turquie.

Le mont Chimère est un lieu ou un ensemble de lieux, dans l'ancienne Lycie, connu pour ses phénomènes de gaz combustibles dits « feux millénaires », qui selon des sources anciennes, seraient à l'origine du mythe de la Chimère. Le site antique pourrait correspondre à celui de Yanartaş, où le méthane, le dihydrogène et d'autres gaz émergent du sol et brûlent.

## Histoire

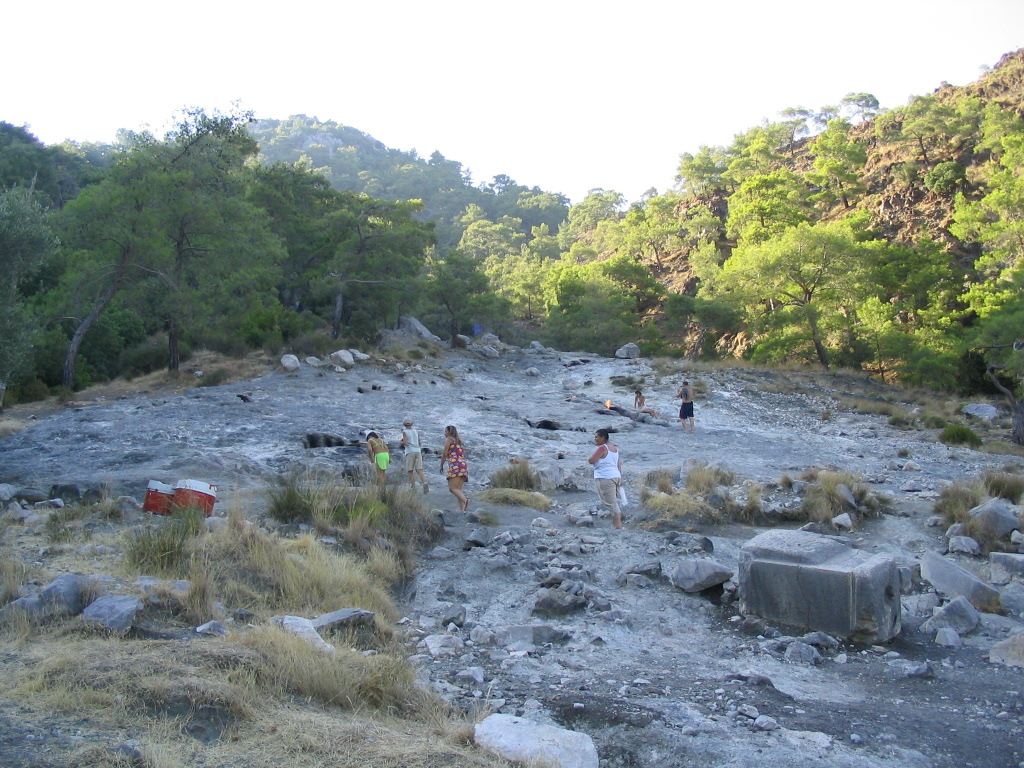
Vue générale du site de Yanartaş ; l'activité géothermique de cette région aurait inspiré aux Anciens le mythe de la Chimère.

Ctesias est l'auteur le plus ancien dont on ait trace, qui propose cette théorie évhémériste de l'origine du mythe du monstre appelé la Chimère. Il s'agit d'une citation fournie par Pline l'Ancien, qui, dans le second livre de son Histoire naturelle, identifie la Chimère avec les orifices par lesquelles des gaz s'échappent en permanence du sol du mont Chimère, dans la région de l'ancienne cité lycienne de Phaselis, qu'il décrit comme étant « en feu », ajoutant que cela « brûlait d'une flamme qui ne mourait ni le jour ni la nuit ». Pline a lui-même été cité par Photius et par Agricola. Cependant, la localisation exacte de la montagne,  décrite par Strabon, fait encore débat[réf. souhaitée].
Le site a été identifié par Sir Francis Beaufort en 1811, comme le Yanar ou Yanartaş en turc moderne, proche d'Olympos, dans la province d'Antalya, qui a été décrit par Thomas Abel Brimage Spratt dans ses Voyages en Lycie, Milyas et les Cibyratis, en compagnie de feu le révérend E.T. Daniell.